# Diocesi di Canopo
La diocesi di Canopo (in latino: Dioecesis Canopitana) è una sede soppressa e sede titolare della Chiesa cattolica, istituita nel XVIII secolo e soppressa nel 1946.

## Storia
Secondo quanto riportato da Simon Vailhé in Catholic Encyclopedia, Canopo, assieme a Menelaite e Schedia, formavano un'unica sede episcopale, di cui si ricordano due vescovi, Atlas (menzionato nel 325) e Agatodemo (menzionato nel 362).
Canopo è conosciuta nella storia ecclesiastica per essere stato il luogo di martirio di san Ciro, le cui reliquie furono portate a Roma nel VII secolo. Il nome attuale della città Abukir, nei cui pressi si trovano le rovine di Canopo, deriverebbe da abouna Kir, ossia padre Ciro.
La sede non è menzionata dal Le Quien nell'opera Oriens Christianus.
La sede titolare, istituita nel XVIII secolo, è stata soppressa nel 1946.

## Cronotassi dei vescovi titolari
- Louis-René-Édouard de Rohan-Guéménée † (24 marzo 1760 - 11 marzo 1779 succeduto vescovo di Strasburgo)
- Jean-Gabriel d'Agay † (20 settembre 1779 - 1º marzo 1783 succeduto vescovo di Perpignano-Elne)
- Antoine Casimir Libère de Stockem † (3 dicembre 1792 - 27 agosto 1811 deceduto)
- Adalbert von Pechmann † (24 maggio 1824 - 9 marzo 1860 deceduto)
- Lodovico Maria De Besi[1] † (10 gennaio 1840 - 8 settembre 1871 deceduto)
- Carlo de Caprio † (3 aprile 1876 - 13 dicembre 1880 nominato vescovo di Sessa Aurunca)
- Inocencio María Yéregui † (13 maggio 1881 - 22 novembre 1881 nominato vescovo di Montevideo)
- Nicholas Aloysius Gallagher † (10 gennaio 1882 - 16 dicembre 1892 nominato vescovo di Galveston)
- Ferdinando Maria Cieri † (12 giugno 1893 - 22 gennaio 1899 succeduto vescovo di Sant'Agata de' Goti)
- Antonio Padovani † (29 aprile 1909 - 18 giugno 1914 deceduto)
- Adolfo Turchi † (8 settembre 1914 - 17 luglio 1918 nominato arcivescovo dell'Aquila)
- Auguste Gaspais, M.E.P. † (16 dicembre 1920 - 11 aprile 1946 nominato vescovo di Jilin)